# Briakinumab
Briakinumab (ABT-874) ist ein monoklonaler Antikörper, der als Arzneistoff zur Behandlung der Schuppenflechte (Psoriasis)  vom Pharmaunternehmen Abbott Laboratories entwickelt wurde. Im  Januar 2011 wurde der bereits gestellte Zulassungsantrag wieder zurückgezogen.

## Wirkungsmechanismus
Die Schuppenflechte ist eine chronisch-entzündliche Autoimmunkrankheit der Haut, gekennzeichnet durch übermäßiges Wachstum von Keratinozyten (hautbildenden Zellen) in der Epidermis. Zu den Auslösern können Umwelteinflüsse wie Sonnenbrand oder auch bakterielle Antigene gehören, die die Keratinozyten zu erhöhter Produktion von Entzündungsmediatoren anregen. Diese lösen eine Reihe von Folgereaktionen in der unter der Epidermis liegenden Dermis aus, u. a. die Expression von Adhäsionsmolekülen auf Endothelzellen von kleinen Blutgefäßen, was zur Einwanderung von neutrophilen Granulozyten und T-Lymphozyten führt und in der Folge zu weiterer Ausschüttung entzündlicher Zytokine.
Zu den von Makrophagen und dendritischen Zellen ausgeschütteten Zytokinen gehören IL-12 und IL-23. Beide Zytokine sind heterodimere Proteine, denen die sogenannte p40-Untereinheit gemeinsam ist. Mit der p40-Untereinheit binden beide an den IL-12ß1-Rezeptor von T-Lymphozyten, die dadurch weitere entzündungsfördernde Stoffe abgeben und den Entzündungsprozess bei der Schuppenflechte vorantreiben. Briakinumab soll in diesen Prozess eingreifen, indem es an die p40-Untereinheit von IL-12 und IL-23 bindet und dadurch die entzündlichen Folgeprozesse hemmt.